# Grote Prijs Raf Jonckheere 1996
De 46e editie van de Belgische wielerwedstrijd Grote Prijs Raf Jonckheere werd verreden op 29 juli 1996. De start en finish vonden plaats in Westrozebeke. De winnaar was Peter Spaenhoven, gevolgd door Chris Peers en Rudy Verdonck.

## Uitslag
| Grote Prijs Raf Jonckheere 1996 |                  |                   |      |
| Plaats                          | Naam             | Ploeg             | Tijd |
| Winnaar                         | Peter Spaenhoven | Palmans-Boghemans |      |
| 2                               | Chris Peers      | Collstrop-Lystex  |      |
| 3                               | Rudy Verdonck    | Collstrop-Lystex  |      |

1951 · 1952 · 1953 · 1954 · 1955 · 1956 · 1957 · 1958 · 1959 · 1960 · 1961 · 1962 · 1963 · 1964 · 1965 · 1966 · 1967 · 1968 · 1969 · 1970 · 1971 · 1972 · 1973 · 1974 · 1975 · 1976 · 1977 · 1978 · 1979 · 1980 · 1981 · 1982 · 1983 · 1984 · 1985 · 1986 · 1987 · 1988 · 1989 · 1990 · 1991 · 1992 · 1993 · 1994 · 1995 · 1996 · 1997 · 1998 · 1999 · 2000 · 2001 · 2002 · 2003 · 2004 · 2005 · 2006 · 2007 · 2008 · 2009 · 2010 · 2011 · 2012 · 2013 · 2014 · 2015 · 2016 · 2017 · 2018 · 2019 · 2020 · 2021 · 2022